# Манастир Искушења Господњег
Манастир Искушења Господњег (грч. Μοναστηρι του Πειρασμου; арап. دير القرنطل) је грчки православни манастир у Израелу. Налази се на подручју Западне обале, у Јудејској пустињи, на сјеверозападној периферији Јерихона. Изграђен је на брду, на коме је по Светом писму Новог Завета ђаво стављао у искушења Исуса Христа. У знак сећања на овај догађај манастира и планине на којој се налази, носе име по том догађају.

## Историја
340. години свети Харитон Исповедник је основао манастир Дука. Манастир је касније више пута рушен и обнављан. Последњи пут обновљен је крајем XIX века уз помоћ Руске православне цркве и руске царске породице. На врхунцу палестинског монаштва планина је "била слична кошници у којој љубитељи тишине нису жалили своје животе да би се наслађивали духовним медом, вежбали свету трезвеност и били у непрекидној молитви." Средином XIX века, архимандрит Леонид (Цавелин) описао је традицију коптских и абисинских монаха која се спроведила у пећинама Манастира Лент (православни манастир је разорен у то време). Он наводи да... се уклоне овде из Јерусалима, недељу дана после празника Богојављења, и враћају се у Свети град на Цвети, једу у овом тренутку биља или суве хране, и практикују молитве и читања, који понесу са собом књиге. Њихова одећа се састоји од кошуље и памучног ћебета који користе као плашт против хладноће ... [2]
Сва унутрашњост манастира је урезана у стени, а у пећини, где је према легенди четрдесет дана постио Исус Христос током свог боравка у пустињи, направљена је мала црква посвећена Искушењу Господа Исуса Христа. Трон цркве изграђене на камену на коме се, према предању, Христос се молио.